# Tim Hortons Field
Le Tim Hortons Field ou Terrain Tim Hortons est un stade multifonction situé à Hamilton en Ontario. La capacité du stade est de 23 218 spectateurs, mais elle peut être augmentée jusqu'à 40 000 remplace l'ancien stade Ivor-Wynne.
Il est actuellement le domicile des Tiger-Cats de Hamilton, une équipe de football canadien professionnel qui évolue dans la Ligue canadienne de football, et des Hurricanes de Hamilton, une équipe de football canadien amateur qui évolue dans la Ligue canadienne de football junior. Il a aussi accueilli des matches de football des Jeux panaméricains de 2015.

## Histoire
Le nouveau stade est construit entre novembre 2012 et août 2014 sur le site de l'ancien stade Ivor-Wynne, et il est inauguré le 1er septembre 2014. Le stade a une capacité de 24 000 places pour le football canadien. La conception du nouveau stade est aux normes internationales de la FIFA. La surface du terrain du stade est un gazon artificiel approuvé par la FIFA et la LCF.
En juillet 2013, il est annoncé que Tim Hortons, la chaîne canadienne de restaurants originaire de Hamilton, a acquis les droits de dénomination du nouveau stade.

## Évènements au stade
Le stade accueille des rencontres du tournoi de football des Jeux panaméricains de 2015. Le stade accueille la finale de la coupe Vanier en 2016 et 2017.

## Galerie

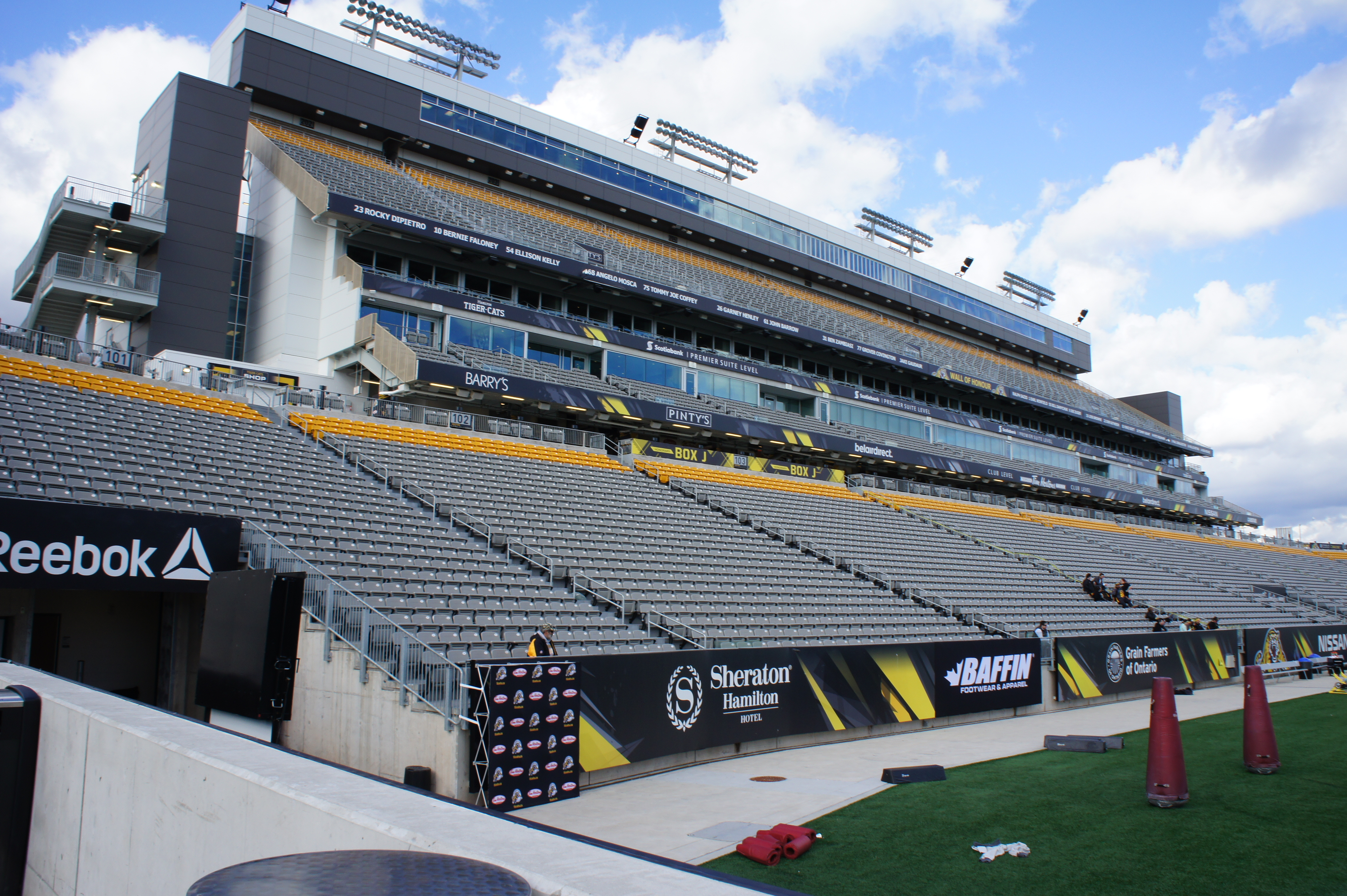
Tribune principale
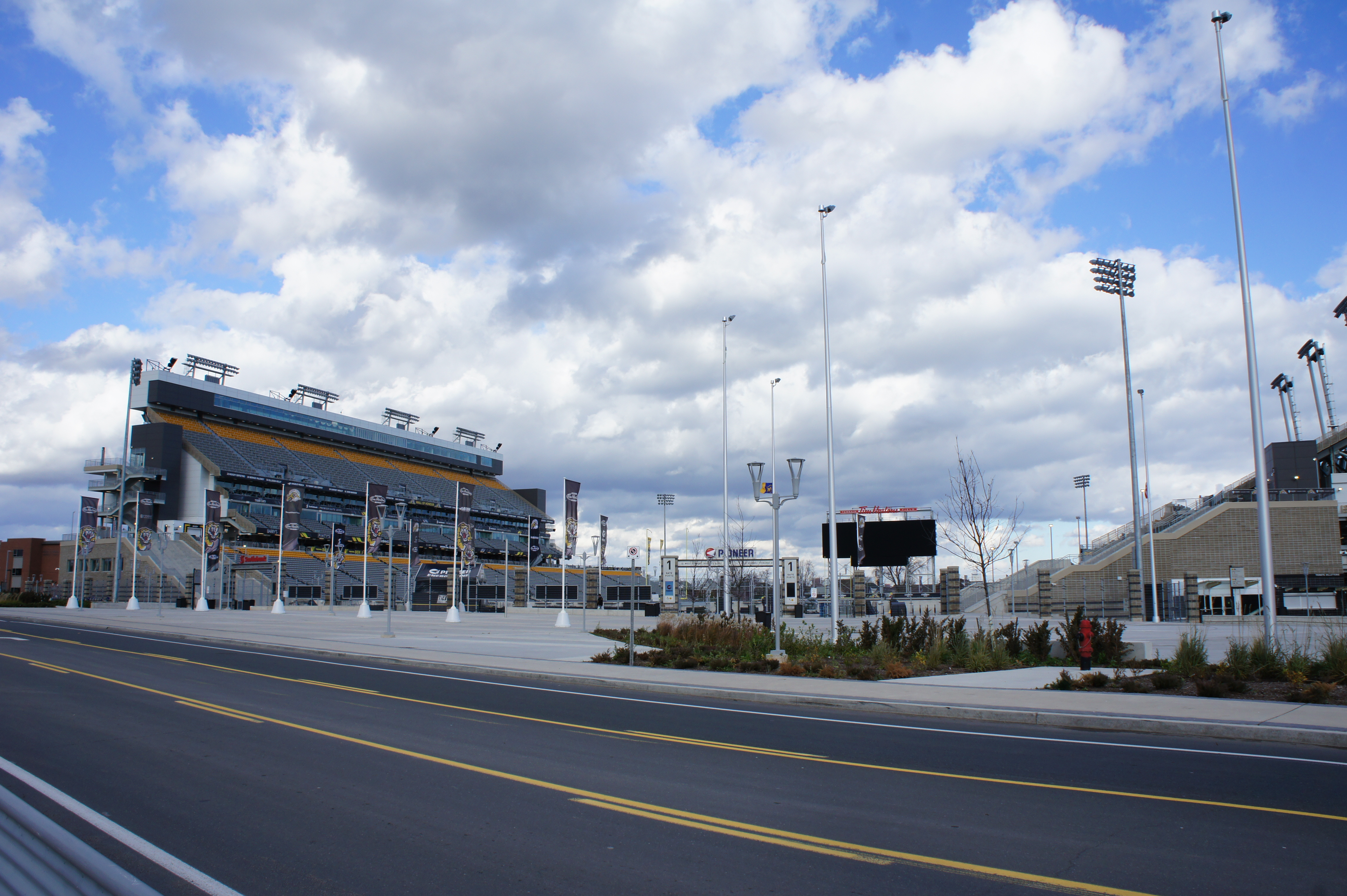
Façade extérieure